# Bolsøy kommun
Bolsøy kommun (norska: Bolsøy kommune) var en kommun i Møre og Romsdal fylke i västra Norge. Kommunen omfattade den mellersta delen av nuvarande Molde kommun (området närmast kring staden Molde). Bebyggelsen på ön Bolsøya utgjorde kommunens centralort.

## Administrativ historik
Bolsøy kommun upprättades den 1 januari 1838 (som Bolsøe formannskapsdistrikt) när Formannskapslovene från 1837 trädde i kraft. 
Mellan 1877 och 1952 genomfördes ett antal gränsregleringar med grannkommuner:
- 1 januari 1877: bebott område (gården Sotnakken med 19 invånare) från Nessets kommun
- 1 juli 1915 : bebott område (183 invånare) till Molde kommun
- 1 januari 1952: bebott område (1 913 invånare) till Molde kommun

Den 1 januari 1964 gick Bolsøy kommun, tillsammans med delar av kommunerna Nord-Aukra och Veøy, upp i Molde kommun. Kommunens hade då 7 996 invånare.